# ГЕС Stensele
ГЕС Stensele — гідроелектростанція у північній частині Швеції. Знаходячись між ГЕС Umluspen (вище по течії) та ГЕС Grundfors, входить до складу каскаду на одній з основних шведських річок Умеельвен, яка впадає в Ботнічну затоку Балтійського моря біля міста Умео.
Долину річки перекрили греблею висотою 25 метрів, в якій облаштовано два шлюзи для перепуску надлишкової води. Вона утримує водосховище з корисним об'ємом лише 5 млн м3 та припустимим коливанням рівня поверхні між позначками 318 та 318,5 метра НРМ.
Інтегрований у греблю машинний зал обладнали однією турбіною типу Каплан потужністю 54 МВт, яка при напорі у 19 метрів забезпечує виробництво 245 млн кВт-год електроенергії на рік.
На станції реалізовано поширений у скандинавських країнах тип деривації, що дає змогу максимізувати використання падіння річки на ділянці порогів. Хоча машинний зал розташований прямо у греблі, проте відпрацьована вода перед поверненням в Умеельвен прямує паралельно до неї по відвідному каналу довжиною 0,8 км.